# Tvättegylet (Ringamåla socken, Blekinge)
Tvättegylet är en sjö i Karlshamns kommun i Blekinge och ingår i Mieåns huvudavrinningsområde. Sjön är 6,4 meter djup, har en yta på 0,0947 kvadratkilometer och befinner sig 100,7 meter över havet.

## Delavrinningsområde
Tvättegylet ingår i det delavrinningsområde (624008-144018) som SMHI kallar för Mynnar i Mieån. Medelhöjden är 108 meter över havet och ytan är 29,78 kvadratkilometer. Det finns inga avrinningsområden uppströms utan avrinningsområdet är högsta punkten. Påkamålabäcken som avvattnar avrinningsområdet har biflödesordning 2, vilket innebär att vattnet flödar genom totalt 2 vattendrag innan det når havet efter 17 kilometer. Avrinningsområdet består mestadels av skog (85 %). Avrinningsområdet har 1,1 kvadratkilometer vattenytor vilket ger det en sjöprocent på 3,7 %.